# Iso-Peranka
Iso-Peranka är en sjö i Finland. Den ligger i kommunen Suomussalmi i landskapet Kajanaland, i den nordöstra delen av landet, 600 km norr om huvudstaden Helsingfors. Iso-Peranka ligger 241,7 meter över havet. Den ligger vid sjön Pieni Peranka. Den är 36,82 meter djup. Arean är 4,01 kvadratkilometer och strandlinjen är 24,89 kilometer lång. Sjön  ingår i Uleälvens huvudavrinningsområde. 